# Ngelom
Ngelom is een bestuurslaag in het regentschap Sidoarjo van de provincie Oost-Java, Indonesië. Ngelom telt 6917 inwoners (volkstelling 2010).